# مرحله مقدماتی جام جهانی فوتبال ۲۰۱۰ (اروپا)
منطقهٔ اروپایی مقدماتی جام جهانی فوتبال، برای جام جهانی فوتبال ۲۰۱۰ شامل ۵۳ تیم در ۶ سید بوده‌است. گروه‌بندی مسابقات نیز به صورت ۸ گروه ۶ تیمه و ۱ گروه ۵ تیمه بوده‌است.در پایان، تیم‌های ملی فوتبال دانمارک، سوئیس، اسلواکی، آلمان، اسپانیا، انگلستان، صربستان، ایتالیا، هلند، یونان، اسلوونی، پرتغال و فرانسه توانستند جواز حضور در رقابت‌های جام جهانی فوتبال ۲۰۱۰ را بگیرند. برترین گل‌زن این مجموعه مسابقات نیز تئوفانیس گکاس، مهاجم فوتبال اهل یونان بوده‌است.

## تیم‌های راه‌یافته
۱۳ تیم زیر از یوفا، برای مسابقات نهایی واجد شرایط بودند.
| تیم      | نحوه صعود                   | تاریخ صعود     | حضورهای پیشین در جام جهانی فوتبال                                                                   |
| -------- | --------------------------- | -------------- | --------------------------------------------------------------------------------------------------- |
| دانمارک  | برندگان گروهی               | ۱۰ اکتبر ۲۰۰۹  | ۳ (۱۹۸۶، ۱۹۹۸، ۲۰۰۲)                                                                                |
| سوئیس    | برندگان گروهی               | ۱۴ اکتبر ۲۰۰۹  | ۸ (۱۹۳۴، ۱۹۳۸، ۱۹۵۰، ۱۹۵۴, ۱۹۶۲، ۱۹۶۶، ۱۹۹۴، ۲۰۰۶)                                                  |
| اسلواکی  | برندگان گروهی               | ۱۴ اکتبر ۲۰۰۹  | ۰                                                                                                   |
| آلمان    | برندگان گروهی               | ۱۰ اکتبر ۲۰۰۹  | ۱۶ (۱۹۳۴، ۱۹۳۸، ۱۹۵۴، ۱۹۵۸، ۱۹۶۲، ۱۹۶۶، ۱۹۷۰، ۱۹۷۴، ۱۹۷۸، ۱۹۸۲، ۱۹۸۶، ۱۹۹۰، ۱۹۹۴، ۱۹۹۸، ۲۰۰۲، ۲۰۰۶) |
| اسپانیا  | برندگان گروهی               | ۹ سپتامبر ۲۰۰۹ | ۱۲ (۱۹۳۴، ۱۹۵۰، ۱۹۶۲، ۱۹۶۶، ۱۹۷۸، ۱۹۸۲, ۱۹۸۶، ۱۹۹۰، ۱۹۹۴، ۱۹۹۸، ۲۰۰۲، ۲۰۰۶)                         |
| انگلستان | برندگان گروهی               | ۹ سپتامبر ۲۰۰۹ | ۱۲ (۱۹۵۰، ۱۹۵۴، ۱۹۵۸، ۱۹۶۲، ۱۹۶۶، ۱۹۷۰، ۱۹۸۲، ۱۹۸۶، ۱۹۹۰، ۱۹۹۸، ۲۰۰۲، ۲۰۰۶)                         |
| صربستان  | برندگان گروهی               | ۱۰ اکتبر ۲۰۰۹  | ۱۰ (۱۹۳۰، ۱۹۵۰، ۱۹۵۴، ۱۹۵۸، ۱۹۶۲، ۱۹۷۴، ۱۹۸۲، ۱۹۹۰، ۱۹۹۸، ۲۰۰۶)                                     |
| ایتالیا  | برندگان گروهی               | ۱۰ اکتبر ۲۰۰۹  | ۱۶ (۱۹۳۴، ۱۹۳۸، ۱۹۵۰، ۱۹۵۴، ۱۹۶۲، ۱۹۶۶، ۱۹۷۰، ۱۹۷۴، ۱۹۷۸، ۱۹۸۲، ۱۹۸۶، ۱۹۹۰، ۱۹۹۴، ۱۹۹۸، ۲۰۰۲، ۲۰۰۶) |
| هلند     | برندگان گروهی               | ۶ ژوئن ۲۰۰۹    | ۸ (۱۹۳۴، ۱۹۳۸، ۱۹۷۴، ۱۹۷۸، ۱۹۹۰، ۱۹۹۴، ۱۹۹۸، ۲۰۰۶)                                                  |
| یونان    | برنده در مرحله دوم (پلی-آف) | ۱۸ نوامبر ۲۰۰۹ | 1 (۱۹۹۴)                                                                                            |
| اسلوونی  | برنده در مرحله دوم (پلی-آف) | ۱۸ نوامبر ۲۰۰۹ | 1 (۲۰۰۲)                                                                                            |
| پرتغال   | برنده در مرحله دوم (پلی-آف) | ۱۸ نوامبر ۲۰۰۹ | ۴ (۱۹۶۶، ۱۹۸۶، ۲۰۰۲، ۲۰۰۶)                                                                          |
| فرانسه   | برنده در مرحله دوم (پلی-آف) | ۱۸ نوامبر ۲۰۰۹ | ۱۲ (۱۹۳۰، ۱۹۳۴، ۱۹۳۸، ۱۹۵۴، ۱۹۵۸، ۱۹۶۶، ۱۹۷۸، ۱۹۸۲، ۱۹۸۶، ۱۹۹۸، ۲۰۰۲، ۲۰۰۶)                         |